# Teoría de la cadena lateral
La teoría de la cadena lateral (en alemán, Seitenkettentheorie) es una teoría propuesta por Paul Ehrlich (1854–1915) para explicar la respuesta inmune en células vivas. Ehrlich teorizó desde los inicios de su carrera que la estructura química podía usarse para explicar por qué la respuesta inmune ocurría en reacción a la infección. Creía que las toxinas y antitoxinas eran sustancias químicas en un tiempo en que se sabía muy poco sobre su naturaleza. 
Ehrlich supuso que las células vivas tenían cadenas laterales de la misma manera que los tintes tienen cadenas laterales que están relacionadas con sus propiedades colorantes. Estas cadenas laterales pueden enlazarse con una toxina particular, justo como Emil Fisher dijo que las enzimas deben unirse a sus receptores «como una llave en un cerrojo».
Ehrlich teorizó que una célula bajo amenaza producía cadenas laterales adicionales para unirse a la toxina, y que esas cadenas laterales adicionales se rompían para convertirse en los anticuerpos que están circulando a través del cuerpo. Fueron estos anticuerpos los que Ehrlich describió por primera vez como "balas mágicas" en busca de toxinas.